# Никольский храм (Завьялово)
Храм Святителя Николая Чудотворца — православный храм в селе Завьялово в Удмуртии.

## История создания
Изначально в селе Завьялово была деревянная церковь в честь Святителя Николая Чудотворца. Этот храм был построен и освящен в 1754 году, а его прихожанами стали новообращенные удмурты.
- В 1774 г. в село вошли Пугачевцы, церковь была разорена, а служившие здесь священники преданы мучениям и казни. После восстановления власти храм был возрожден.
- В 1815 г. Начался сбор пожертвований для возведения каменного храма.
- Окончательное решение о закрытии церкви принял Президиум ЦИК УАССР 5 марта 1937 г.
- В 1990 г. храм был возвращен Церкви.

## После восстановления
- 11 декабря 1994 г. стали обильно источать миро иконы на иконостасе Господа нашего Иисуса Христа и Святителя Николая.
- В 1999 г. Архиепископ Ижевский и Удмуртский Николай совершил освящение церкви.

До запрещения к служению здесь служил (был настоятелем храма) протоиерей Сергий Кондаков.

## Духовенство
- Настоятель храма — иерей Николай Середа
- Протоиерей Кирилл Муравьёв
- Иеромонах Иоанникий (Филиппов)
- Диакон Абрамов Святослав[1]

## Примечание
1. ↑  Храм святителя Николая, архиепископа Мир Ликийских, Чудотворца с. Завьялово | Духовенство. zavyalovo.cerkov.ru. Дата обращения: 26 сентября 2021. Архивировано 26 сентября 2021 года.